# Al-Amīn (Abbaside)

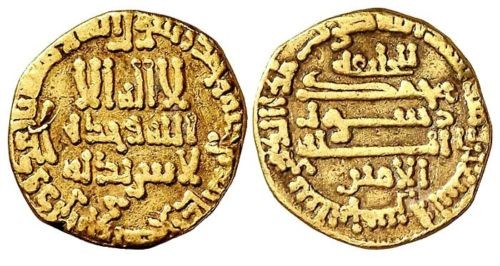
Von al-Amin herausgegebener Abbasidendinar

Abū Mūsā Muhammad ibn Hārūn al-Amīn (arabisch أبو موسى محمد بن هارون الأمين, DMG Abū Mūsā Muḥammad ibn Hārūn al-Amīn; * 787; † 813) war der sechste Kalif der Abbasiden-Dynastie (809–813).

## Leben
Al-Amīn war der Sohn von Hārūn ar-Raschīd (reg. 786–809) und Zubaida, einer Nichte von al-Mansūr. 792 ließ Hārūn al-Amīn zum ersten Mal als Thronfolger huldigen. Während der Wallfahrt des Jahres 802 wurde diese Thronfolgeregelung noch um verschiedene Punkte erweitert und darüber ein Protokoll angefertigt, das in der Kaaba in Mekka niedergelegt wurde. Demnach sollte al-Amīn ihm als Kalif nachfolgen und die arabischen Reichsgebiete regieren, während dem Sohn al-Ma'mūn die iranischen Gebiete mit Chorassan und Transoxanien überlassen wurden. Außerdem wurde Al-Ma'mūn als Nachfolger von al-Amīn festgelegt.
Nach der Machtübernahme von al-Amin ibn Harun ar-Raschid kam es bald zu Spannungen mit dem Bruder, als er die vereinbarte Thronfolge al-Mamuns umgehen und seinen minderjährigen Sohn als Nachfolger designieren wollte. Außerdem versuchte al-Amin, wie schon al-Hadi (785–786), mit Hilfe von al-Fadl ibn ar-Rabi den Einfluss der Iraner zurückzudrängen, da diese vor allem mit al-Mamun sympathisierten.
Zum Ausbruch des Bürgerkriegs kam es, als al-Amin 811 mit einem Heer in den Iran vorstieß, aber bei Rey von al-Mamuns General Tahir besiegt wurde. Diese Niederlage und der folgende Rückzug führte zu Unruhen in Bagdad. Vor allem die unteren Bevölkerungsschichten wandten sich dabei gegen den großen Einfluss der Iraner in der Reichsverwaltung. Trotz einiger Niederlagen konnte Tahir 813 Bagdad besetzen und al-Amin stürzen.

## Familie und Sklaven
Al-Amin war mit seiner Cousine Lubana bint Ali ibn al-Mahdi verheiratet, doch wurde die Ehe sexuell nicht vollzogen, bevor al-Amin 813 ermordet wurde.
Nach al-Tabari (839–923) gehörte zu al-Amins Lieblingssklavinnen die Sängersklavin Da'f; ebenso war die Sängersklavin Ghādir eine seiner Konkubinen. Ebenso in seinem Besitz und eine mutmaßliche Konkubine war die Sängersklavin Farida al-Kabira.

## Al-Amin in der Literatur
Al-Amin tritt als Figur unter anderem in den Geschichten aus Tausendundeiner Nacht auf, so etwa in Die Sklavin des Dscha'far ibn Musa (ANE 125) und Al-Amin und die Sklavin des Ibrahim ibn al-Mahdi (ANE 149). 